# 立志站
立志站是位于黑龙江省大庆市大同区立志街道的一个铁路车站，邮政编码163816。车站建于1965年，有通让铁路经过该站，现仅办理货运，不办理客运业务，车站及其上下行区间均已电气化。车站距离通辽站338公里，隶属哈尔滨铁路局，是四等站。